# Ma Hualong
Ma Hualong — en xinès tradicional: 馬化龍; en xinès simplificat: 马化龙; en pinyin: Mǎhuàlóng; abans Ma Hua-Lung, conegut també com a Ma Tch'ao-Tch'ing — (en data desconeguda del segle xix, Tchin-tchi-p'u o Jinjipu a Ningxia - 2 de març de 1871) fou el cinquè líder (教主, jiaozhu) de la jahriyya, una tariqa o confraria sufita (menhuan) a la Xina nord-occidental. Des del començament de la rebel·lió musulmana antimanxú o Qing el 1862, i fins a la seva rendició i mort el 1871, fou un dels líders principals de la rebel·lió.

## Biografia
La seva família vivia a Tchin-tchi-p'u des de feia generacions i ell mateix era considerat el ric del poble que dominava la comarca. Havia obtingut un títol militar al servei de la dinastia. Tenia també gran importància religiosa, ja que tenia el respecte i la confiança del poble musulmà. La ciutat de Tchin-tchi-p'u (Jinjipu) era considerada la Medina de la Xina i era musulmana "feia mil anys". Només Hotchow o Hezhou (Linxia), anomenada la Meca de la Xina, era més important.
Ma Hualong esdevingué el líder de la Jahriyya vers 1849, succeint al quart xeic menhuan, Ma Yide (finals dels anys 1770 - 1849). Encara que la Jahriyya havia estat originalment creada per Ma Mingxin (Ma Ming-hsin) al Gansu central (prop de Lantchow, transcripció moderna Lanzhou) el 1761, quan es va produir la successió de Ma Hualong a la posició de lideratge, l'ordre se centrava al nord de Ningxia (que al segle xix era també part de la província de Gansu), estant situat el seu quarter general a Jinjipu (金积堡), al districte de Litong, a uns pocs quilòmetres al sud de la moderna ciutat de Wuzhong. Ma Hualong hauria succeït al seu pare Ma Erh, cosa refutada per alguns autors. La ciutat de Jinjipu es convertí en un centre religiós i comercial important, i els líders menhuan 'van augmentar la seva força econòmica gràcies a la participació profitosa de la confraria en el comerç de caravanes a través de Mongòlia Interior, entre Baotou, Huhhot i Beijing. Ma Hualong rebia el títol de Tsung-ta A-hung (Gran mulla central). Durant la gran revolta musulmana de 1862.1878 van emergir quatre centres principals al nord-oest dins de les fronteres de Gansu del segle xix : Jinjipu, amb Ma Hualong i el "Bou Ensenyament"; Hezhou (moderna Linxia) on dominava "l'Antic Ensenyament", sota direcció de Ma Tchan-so (Ma Zhan'ao); Xining amb una barreja dels dos ensenyaments, dirigits per Ma Guiyuan; i Suzhou (Jiuquan), considerats no sectaris, dirigits per Ma Wenlu; els dos darrers eren en general favorables a Ma Hualong, però en general, segons l'opinió d'historiadors moderns, actuaven de manera essencialment independent l'un de l'altre. Hi havia membres de la Jahriyya (tots fidels a Ma Hualong) que participaven en la rebel·lió per tota la regió. Al Shensi (Shaanxi) el cap guerriller Pai Yen-hu no tenia base permanent, i estava oposat als diversos caps del Gansu.
Des del començament de la rebel·lió musulmana el 1862, Ma Hualong va establir el seu quarter general a Jinjipu. L'àrea de la seva influència directa incloïa les parts orientals de la província de Gansu tal com era al segle xix, és a dir la moderna Ningxia i la part més oriental del Gansu actual. Entre 1862 i 1864 els rebels als Shaanxi, amb una cavalleria molt mobil, van fer una campanya contra el general manxú Tao-lung-a obtenint diversos èxits al sud de la província; mort en lluita el general manxú la revolta es va estendre ràpidament a tota la Xina del nord. En aquest temps Ma Hualong, allunyat de la zona de combats, va mantenir teòricament una posició neutral als ulls dels funcionaris imperials, però va reforçar les fortificacions de la ciutat i va reunir un exèrcit. Va córrer el rumor que fou Ma Hualong el que va planejar la presa de la ciutat de Ningshia el 1863 però els funcionaris imperials no creien en la seva culpabilitat. El general Zuo Zongtang, que era governador general del Gansu i Shaanxi des de 1838, va rebre orde d'aplanar la revolta; el general si creia en la culpabilitat de Ma Hualong.
L'ofensiva imperial es va iniciar el novembre de 1868 i es va dirigir contra Jijinpu. Va jugar hàbilment amb les dues tendències principals i va amnistiar als rebels del "Antic Ensenyament" que es rendien i en canvi mai va tractar amb els membres del Nou Ensenyament i els que queien a les seves mans eren executats. Durant tot el 1869 els exèrcits de Zo van avançar pel Shaanxi i el Gansu oriental, empenyent a la cavalleria musulmana. A començament del 1870 les forces imperials ja estaven prop de Jijinpu.
En alguns moments durant la rebel·lió, Ma Hualong va voler negociar amb les autoritats, i com a mínim una vegada que fins i tot es posava del costat imperial prenent un nom nou, "Ma Chaoqing" (El que atén als Qing"). Tanmateix, en comptes de dissoldre les seves milícies, continuava fortificant Jinjipu, i col·laborant amb els rebels que s'havien retirat a Gansu des de Shaanxi.
Ma va quedar assetjat a Jinjipu el juliol de 1870 per les forces imperials manades pel general Zuo Zongtang.
Els seguidors de Ma havien aixecat innombrables estacades, i les viles de la rodalia estaven protegides per canals i fortificades;
Després que les fortificacions exteriors de la ciutat haguessin estat capturades per les tropes governamentals, Zo va construir una rasa amb una defensa i va planejar reduir la ciutat per la fam i els bombardejos. Ma va enviar un fort contingent de les seves tropes al Shaanxi per desviar l'atenció del general imperial però aquest no en va fer cas i Ma va quedar debilitat sense poder fer front a la força dels imperials, que hagueren estat derrotats si els rebels haguessin disposat de totes les seves forces. El gener de 1871 la fam feia estralls i els assetjats ja menjaven carn humana. El dia 6 de gener, Ma Hualong va abandonar la ciutat i es va presentar acompanyat només d'un criat al quarter del general, al que es va rendir assolint tota la responsabilitat esperant estalviar les vides de la seva gent. Tanmateix, una vegada que les tropes de Zuo van entrar a Jinjipu, va seguir una massacre i sobre un miler de persones van perdre les seves vides i la ciutat fou destruïda. Els que no van morir foren deportats o convertits en esclaus.
Els relats existents sobre la mort de Ma Hualong difereixen. És probable que fos executat per ordre de Zuo el 2 de març de 1871, junt amb el seu fill Ma Yaobang, altres familiars, i vuitanta oficials rebels (suposadament, Zuo els va condemnar a mort i fer el cadàver a trossos junt amb 12 membres de la seva família i 80 oficials musulmans), però també es diu que va morir assassinat per un traïdor dins de les seves pròpies files.
Zo va seguir la campanya. Ma Zhan'ao a Lingxia va obtenir una gran victòria sobre els imperials però atret per les ofertes d'amnistia als seguidors de l'Antic Ensenyament es va rendir; fou nomenat general a l'exèrcit imperial de Zo i va haver de participar en la pacificació del Kansu. Les operacions van seguir fins al 1878 quan Zo va reconquerir Kashghar la darrera ciutat important del nord-oest de la Xina en mans de musulmans. Les lluites entre 1862 i 1878 havien causat uns deu milions de morts.

## Família i successió
Pocs membres de la família de Ma Hualong sobrevisqueren a la massacre a Jinjipu. Dos els seus nets, Ma Jincheng i Ma Jinxi, foren condemnats a castració a l'arribar a l'edat de 12. Ma Jincheng va acabar els seus dies com a esclau eunuc a Kaifeng el 1890, encara que el nou líder de la Jahriyy, Ma Yuanzhang (els anys 1850 - 1920), aconseguí donar-li secretament una mica de suport fins a la seva mort. El net més jove, Ma Jinxi, va ser lliurat, intacte, del seu confinament de Xi'an per Ma Yuanzhang, i fou amagat en una casa de Hui a Hangzhou.
Zuo va executar molts dels parents de Ma, excepte la seva filla i net, als que va enviar a Yunnan. El nom del net era Ma Tsen-wu.
Molts anys més tard, Ma Yuanzhang aconseguia obtenir el perdó per a Ma Jinxi, i el net de Ma Hualong retornava a Ningxia. Va seguir una divisió dins la Jahriyya, amb alguns membres que van esdevenir seguidors de Ma Jinxi, i donant suport altres a Ma Yuanzhang (que reclamava ser descendent del fundador de l'ordre Ma Mingxin, i també estava emparentat a la família de Ma Hualong pel seu matrimoni).

## Llegat

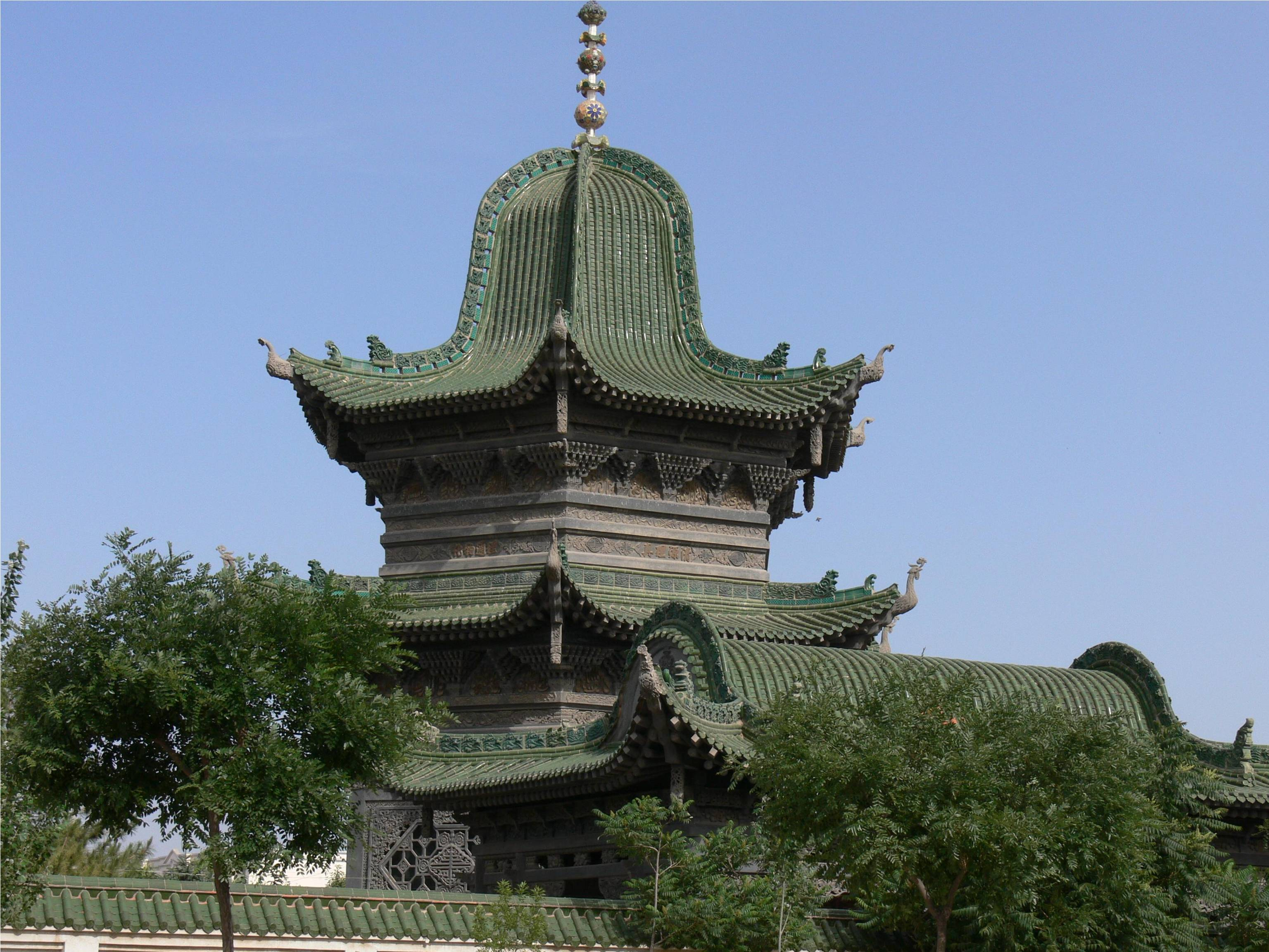
Siqiliangzi Gongbei

Segons els partidaris de la Jahriyya a Ningxia, la tomba de Ma Hualong és a la població de Dongta, que ara és un suburbi de Wuzhong. Consegüentment, un santuari anomenat Gonbei de Siqiliangzi fou establert allí. Més de 10.000 persones de tot arreu de la Xina assistiren a una cerimònia de commemoració (ermaili) en aquell lloc el 1985.
No obstant els partidaris d'una tradició rival dins de la Jahriyya, creuen que la tomba veritable de Ma Hualong és a Xuanhuagang, al comtat autònom de Zhangjiachuan Hui de Gansu, que, casualment, era la base del successor de Ma Hualong, Ma Yuanzhang. Alguns autors intenten conciliar les dues tradicions, dient que el cos de Ma Hualong és a Dongta, i el cap és a Zhangjiachuan.